# Göttinger Straße (Hannover)
Die Göttinger Straße in Hannover ist ein jahrhundertealter Verkehrsweg, der im heutigen Stadtteil Linden-Süd vom Deisterplatz zur Ritter-Brüning-Straße führt und weiter zu Göttinger Chaussee durch Ricklingen und Oberricklingen. Die uralte Verbindung nach Göttingen weist großflächig mehrere denkmalgeschützte Wohn- und Fabrikanlagen auf und führt entlang dem Hanomag-Gelände mit dem größten Ensemble von Industriearchitektur des 19. und 20. Jahrhunderts in der niedersächsischen Landeshauptstadt. Die Göttinger Straße ist zudem Standort einer Messstation für Langzeitstudien zur Feinstaub-Belastung. Die Göttinger Straße ist Teil der B6.

## Geschichte
Bereits vor Jahrhunderten führte ein alter Fahrweg von dem ehemaligen Dorf Linden zunächst nach Ricklingen und von dort aus weiter in Richtung Göttingen. Zur Zeit des Königreichs Hannover erhielt der Verkehrsweg 1839 zunächst den Namen Chausseestraße, 1846 dann Göttinger Chaussee und 1848 schließlich die heutige Bezeichnung Göttinger Straße.
Im Zuge der Industrialisierung hatte hier Georg Egestorff auf dem Gelände zwischen der damaligen Hamelner Chaussee und der Göttinger Chaussee nahe der Egestorffschen Ziegelei im Jahr 1835 eine Gießerei und eine Maschinenfabrik angelegt, aus der sich die spätere Hanomag entwickelte.
Parallel zur Entwicklung der Industrie-Anlagen vor Ort veränderte sich die Umgebung von einer ehemaligen Gartenvorstadt mit ihren oftmals klassizistisch geprägten Villen zu einer von Arbeiterhäusern geprägten Wohnbebauung, wie sie etwa der Unternehmer Konrad Haspelmath initiierte: Ebenso wie sein Kollege Behnsen ließ er aus spekulativen Gründen beispielsweise die Haspelmathstraße und die Behnsenstraße sowie die Charlottenstraße und die Wesselstraße anlegen.
In der Folge breitete sich in dem heutigen Stadtteil Linden-Süd der Wohnbereich aus, wenngleich die dann errichteten Gebäude traditionell „im Schatten“ der größeren Hanomag-Fabrikgebäude blieben, zumal dieser Eindruck durch einen Geländeabfall und die höhere Lage der Fabrik noch zusätzlich unterstützt wurde. Aufgrund dieser „direkten Konfrontation zeigen die Gebäude an der Göttinger Straße eindrucksvoll diese städtebauliche Situation.“
Auch das gegen Ende des Deutschen Kaiserreichs im Jahr 1908 errichtete, immerhin sechsgeschossige Wohn- und Geschäftshaus Göttinger Straße 58, das sich mit seiner Ausstattung mit Erkern, dem ausgestalten Dach und seiner Lage als Eckgebäude zur Behnsenstraße relativ anspruchsvoll gibt, unterliegt im Größenverhältnis zur Fabrik der Hanomag und spiegelt – als Einzeldenkmal – zugleich die sozialgeschichtlichen Zusammenhänge.

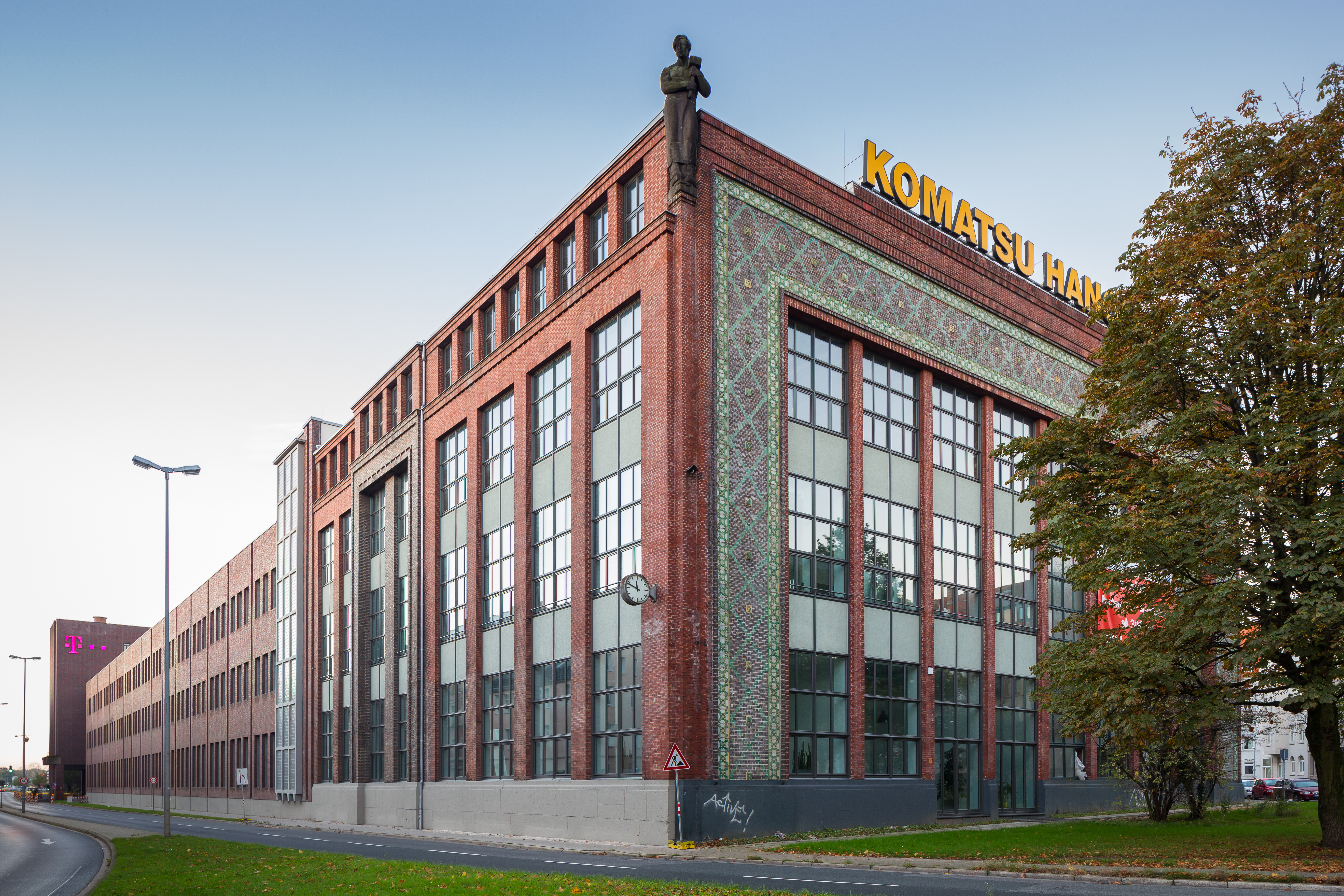
Die mitten im Ersten Weltkrieg errichtete Kanonenwerkstatt von Hanomag am Deisterplatz mit Blick durch die Göttinger Straße
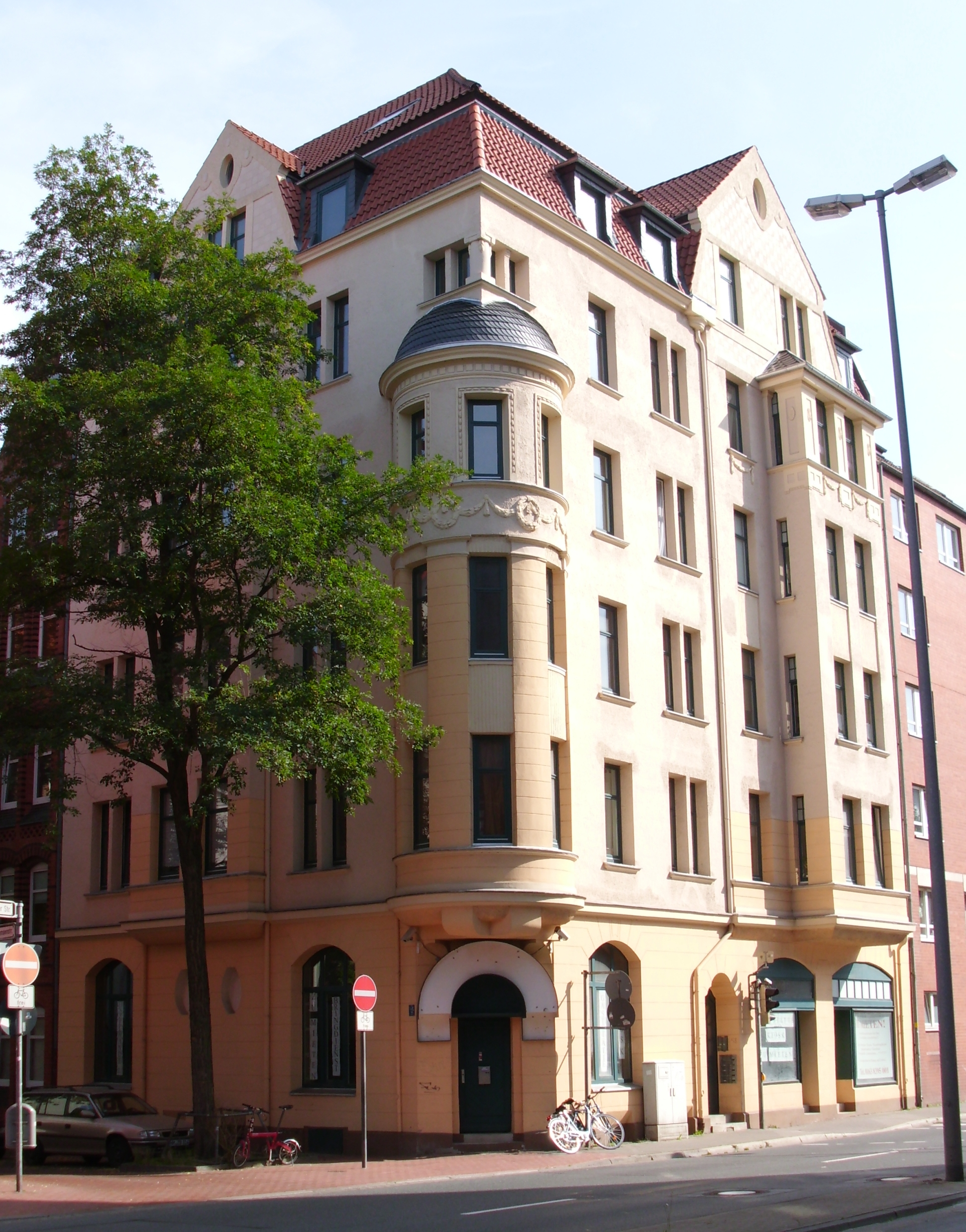
Denkmalgeschütztes Wohn- und Geschäftshaus Göttinger Straße 58
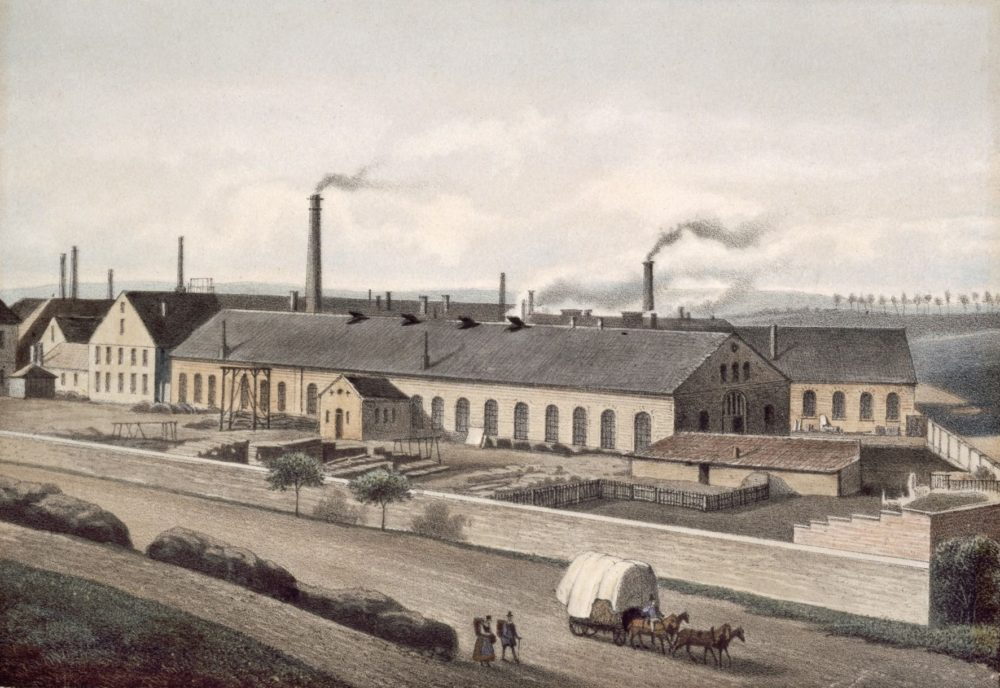
Die Eisen-Giesserey und Maschinenfabrik Georg Egestorff an der Göttinger Straße, im Hintergrund die Silhouette des Deisters; kolorierte Lithographie eines unbekannten Künstlers, 1860er Jahre; Historisches Museum Hannover
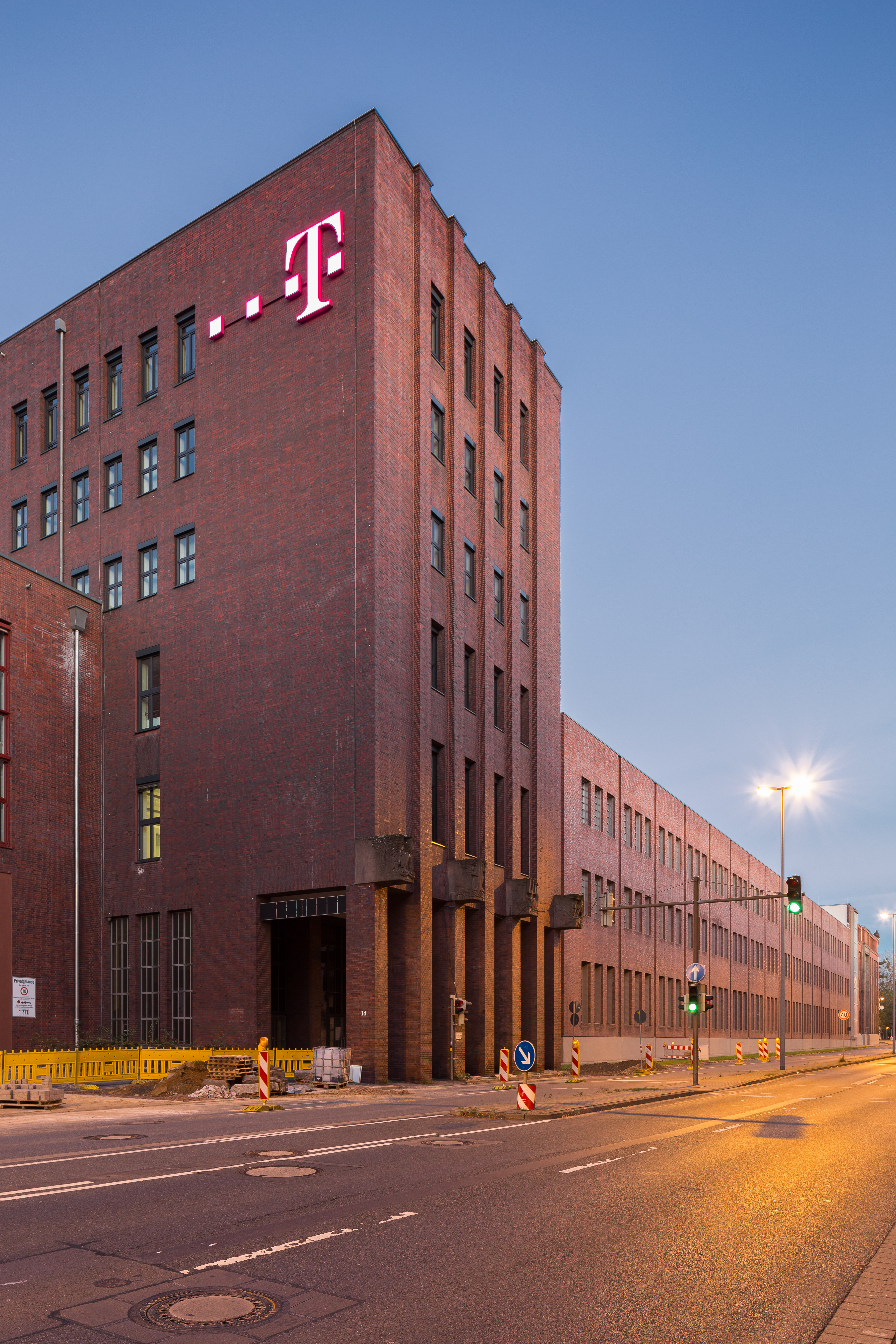
Sechsgeschossiger, monumentaler Turm an der Göttinger Straße
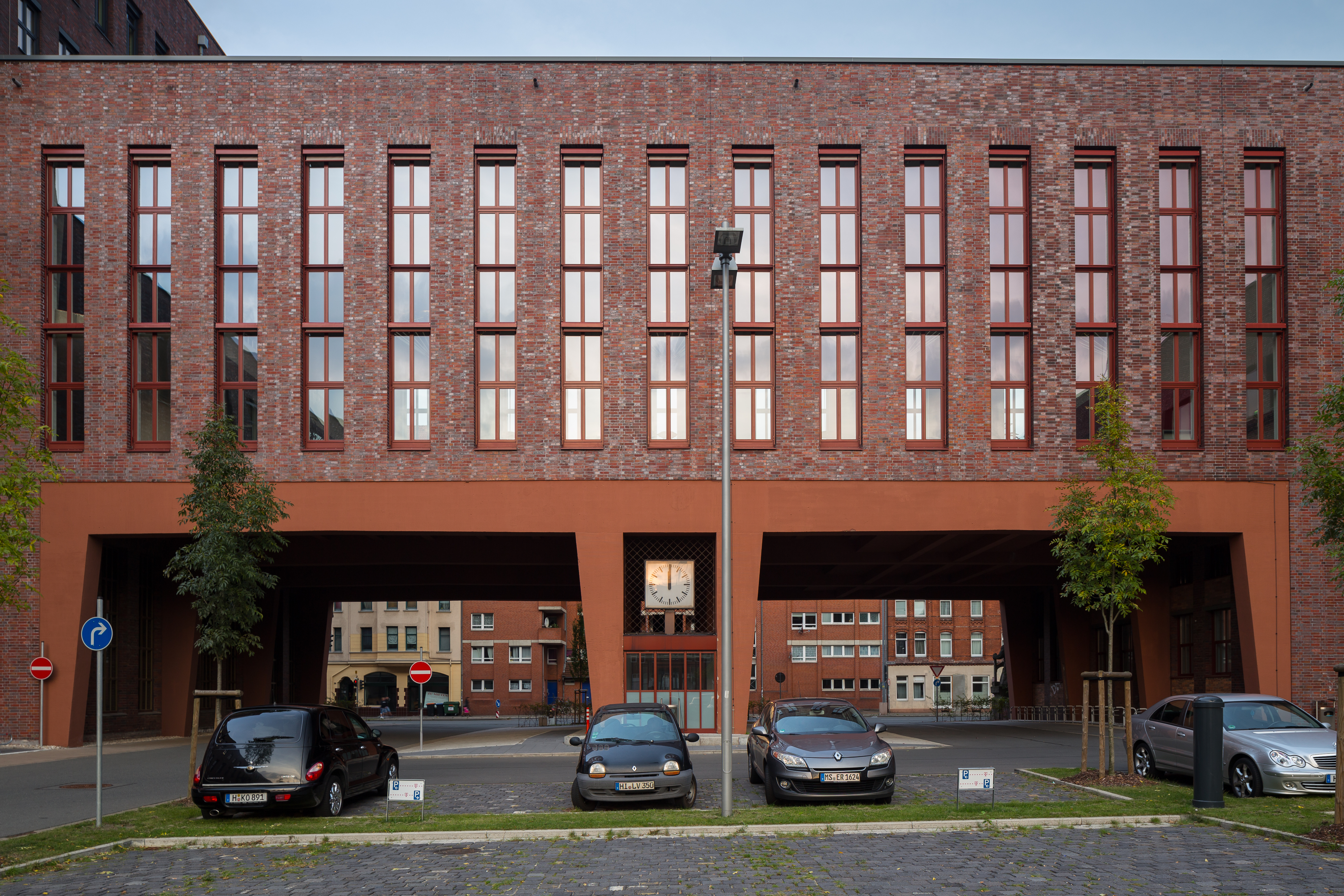
Früheres Werkstor der Hanomag, im Hintergrund die Wohnbebauung der Göttinger Straße
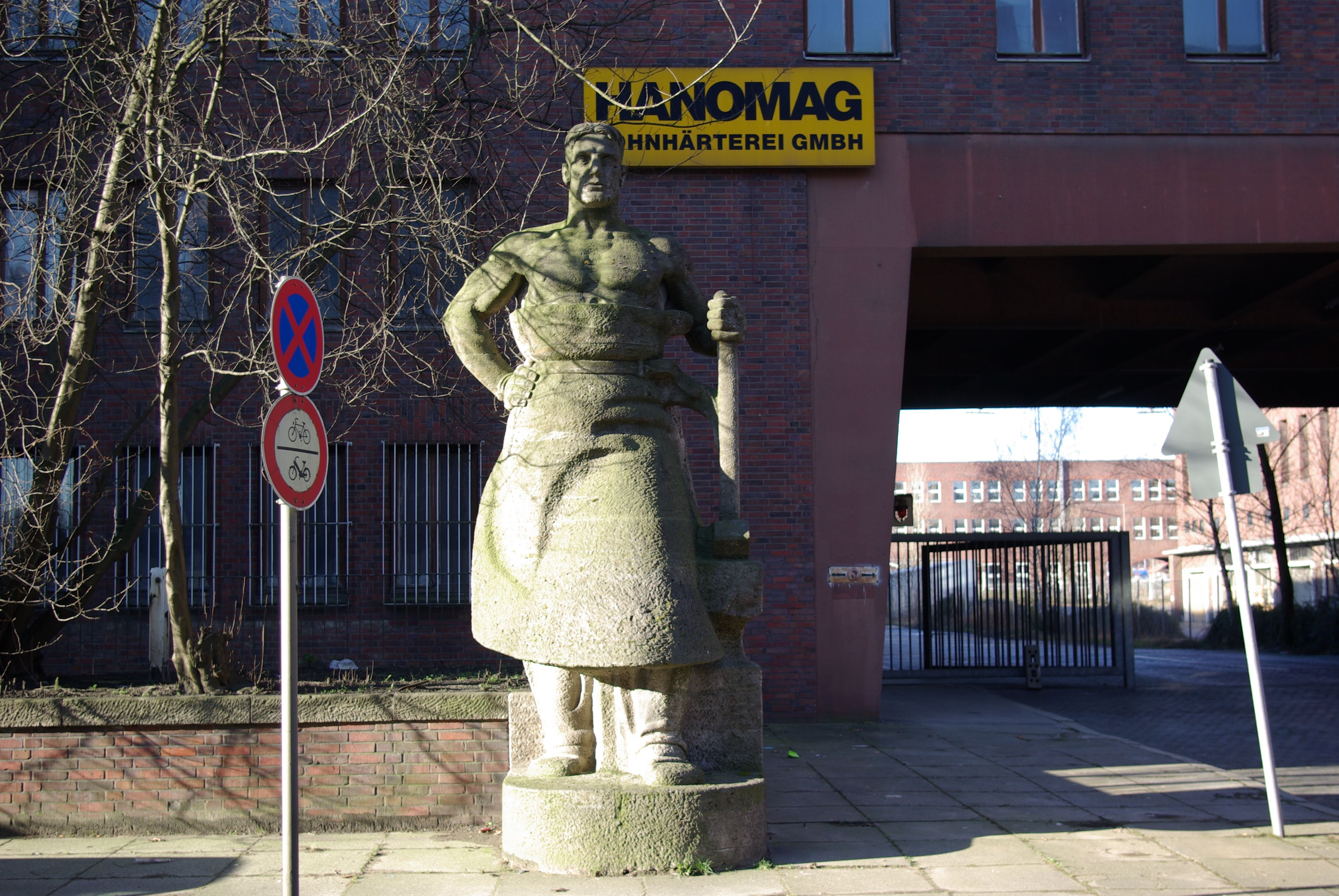
Das im Zweiten Weltkrieg 1941 aufgestellte Arbeiterstandbild von Georg Herting
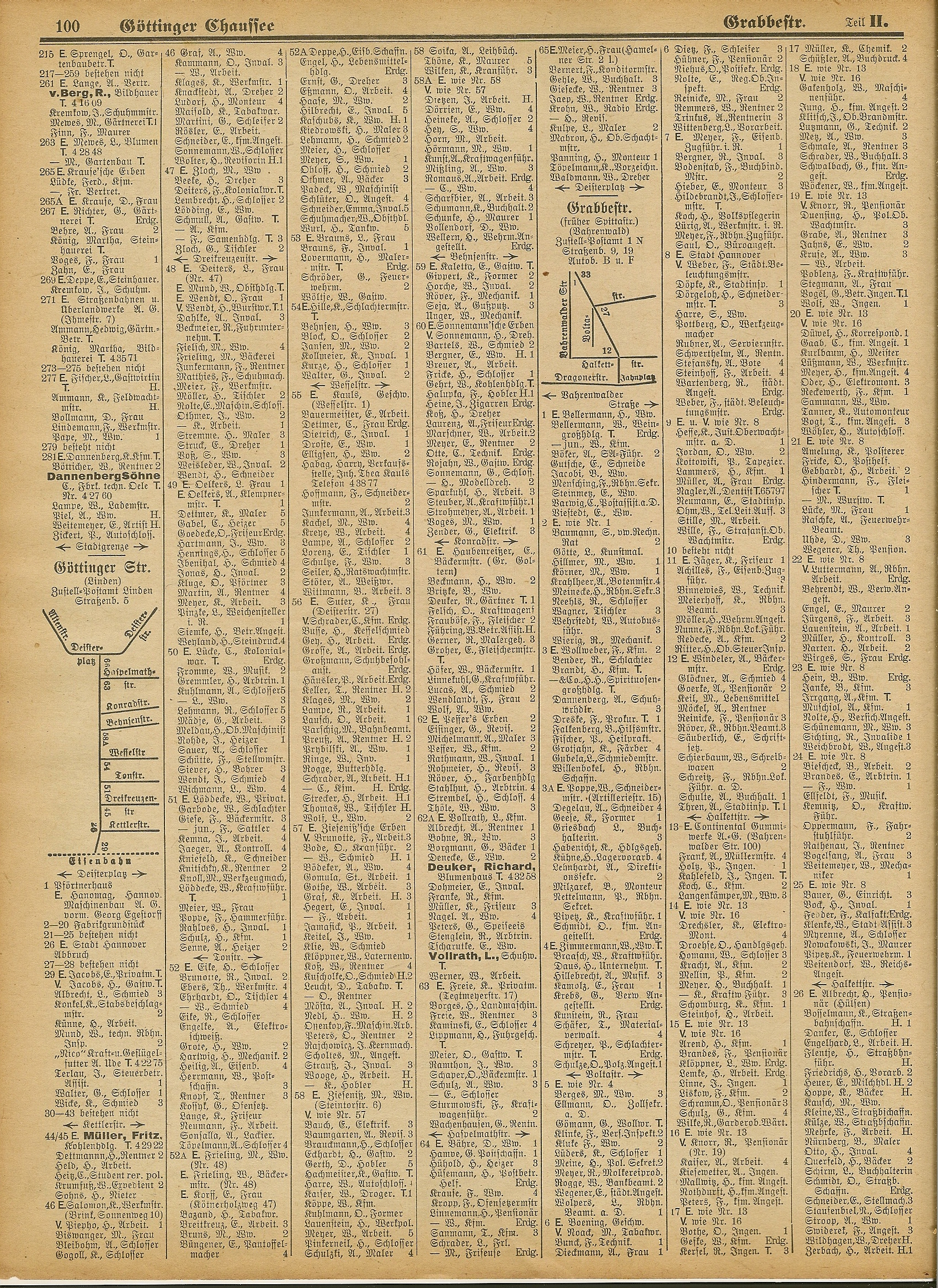
Das Adressbuch Hannover von 1942 mit den Haushaltsvorständen und Hauseigentümern der Göttinger Straße; als Straßen-Skizze auch noch mit der nach Konrad Haspelmath benannten Konradstraße statt der später nach Fritz Ahrberg benannten Ahrbergstraße